# 惕格列定
惕格列定（英文：tigloidine）是一种托品烷生物碱，化学式：C13H21NO2，其作为一种生物碱广泛分布于茄科植物中，包括软木茄（学名：Duboisia myoporoides），灯笼果（学名：Physalis peruviana），曼陀罗等。为惕格酸与3β-托品醇的酯。临床上常作抗胆碱剂，用于治疗帕金森等神经退行疾病。商品名为托品林（Tropigline）。

## 生物合成
惕格列定作为茄科植物次级代谢产物托品烷生物碱的一种，其生物合成主要由托品酮经还原酶还原成3β-托品醇（假托品醇），然后与惕格酰假托品合成酶催化3β-托品醇与惕格酰辅酶A（tigloyl-CoA）发生酯化反应得到。

## 医学用途
1950年Trautner和McCallum发现惕格列定使反复刺激的牛蛙缝匠肌产生疲劳，60年代报道其对帕金森病、亨廷顿舞蹈症、痉挛性截瘫有效果。1968年美国批准其用于治疗帕金森病。
惕格列定是阿托品的替代药物，用于治疗帕金森。与阿托品相比，其头痛、喉咙干燥、瞳孔扩大等不良反应率更低。